# العلاقات السنغالية المالديفية
العلاقات السنغالية المالديفية هي العلاقات الثنائية التي تجمع بين السنغال والمالديف.

## مقارنة بين البلدين
هذه مقارنة عامة ومرجعية للدولتين:
| وجه المقارنة                                              | السنغال                                              | المالديف       |
| --------------------------------------------------------- | ---------------------------------------------------- | -------------- |
| المساحة (كم2)                                             | 196.72 ألف                                           | 298            |
| عدد السكان (نسمة)                                         | 15.85 مليون                                          | 436.33 ألف     |
| الكثافة السكانية (ن./كم²)                                 | 80.57                                                | 146.42 ألف     |
| العاصمة                                                   | داكار                                                | ماليه          |
| اللغة الرسمية                                             | لغة فرنسية، اللغة الولوفية، باديارا ‏، اللغة البلنتية | اللغة الديفهي  |
| العملة                                                    | فرنك غرب أفريقي                                      | روفيه مالديفية |
| الناتج المحلي الإجمالي (بليون دولار)                      | 16.37 مليار                                          | 4.60 مليار     |
| الناتج المحلي الإجمالي (تعادل القوة الشرائية) بليون دولار | 36.62 مليار                                          | 5.23 مليار     |
| الناتج المحلي الإجمالي الاسمي للفرد دولار أمريكي          | 899                                                  | 8.39 ألف       |
| الناتج المحلي الإجمالي للفرد دولار أمريكي                 | 2.33 ألف                                             | 12.53 ألف      |
| مؤشر التنمية البشرية                                      | 0.466                                                | 0.706          |
| رمز المكالمات الدولي                                      | +221                                                 | +960           |
| رمز الإنترنت                                              | .sn                                                  | .mv            |
| المنطقة الزمنية                                           | 00                                                   | ت ع م+05:00    |

## منظمات دولية مشتركة
يشترك البلدان في عضوية مجموعة من المنظمات الدولية، منها:
| علم المنظمة | اسم المنظمة                        | تاريخ انضمام السنغال | تاريخ انضمام المالديف |
| ----------- | ---------------------------------- | -------------------- | --------------------- |
|             | وكالة ضمان الاستثمار متعدد الأطراف | 12 أبريل 1988        | 19 مايو 2005          |
|             | منظمة التعاون الإسلامي             | ?                    | ?                     |
|             | منظمة الشرطة الجنائية الدولية      | ?                    | ?                     |
|             | منظمة حظر الأسلحة الكيميائية       | ?                    | ?                     |
|             | منظمة التجارة العالمية             | ?                    | ?                     |
|             | الأمم المتحدة                      | 28 سبتمبر 1960       | 21 سبتمبر 1965        |
|             | مؤسسة التمويل الدولية              | 31 أغسطس 1962        | 2 فبراير 1983         |
|             | يونسكو                             | 10 نوفمبر 1960       | 18 يوليو 1980         |
|             | مؤسسة التنمية الدولية              | 31 أغسطس 1962        | 13 يناير 1978         |
|             | البنك الدولي للإنشاء والتعمير      | 31 أغسطس 1962        | 13 يناير 1978         |
|             | الاتحاد البريدي العالمي            | ?                    | ?                     |
|             | الاتحاد الدولي للاتصالات           | 15 نوفمبر 1960       | 28 فبراير 1967        |

## وصلات خارجية
- موقع وزارة الخارجية السنغالية
- موقع وزارة الخارجية المالديفية